# Matilda Browne
Matilda Browne (8 de mayo de 1869 - 3 de noviembre de 1947) fue una artista  impresionista estadounidense conocida por sus pinturas de flores y sus escenas de granjas y ganados. Nacida en Newark (Nueva Jersey), fue una niña prodigio que recibió sus primeras clases en arte de  Thomas Moran, un vecino y artista. 
Matilda Browne trabajaba en Greenwich, Connecticut, Nueva York, y  Old Lyme, donde estaba matriculada en la escuela de arte ubicada en la casa de Florence Griswold. Era la única mujer en la academia de Old Lyme que fue considerada como pintora por sus colegas masculinos, y fue considerada como un miembro importante del grupo de Old Lyme.

## Biografía
Cuando era niña y vivía  en Newark, Nueva Jersey, Browne su vivienda estaba al lado del artista Thomas Moran, famoso por sus paisajes y particularmente por sus grandes pinturas del Parque Nacional Yellowstone. Permitió que su vecina de nueve años ingresara a su estudio para verlo trabajar antes de invitarla a experimentar con pintura, pinceles y lienzos por su cuenta. Su talento natural era obvio. La alentó a tomar lecciones de arte adicionales y, a los 12 años, una de sus pinturas de flores fue aceptada en una exposición en la Academia Nacional de Museo y Escuela de Nueva York.
Pronto se interesó en la pintura animales de granja y viajó con su madre a Europa en 1889 para estudiar con pintores de animales en Francia y los Países Bajos. Browne estudió con una serie de tutores que, artísticamente, ya estaban realizados tales como  Eleanor y Kate Greatorex (1854–1917, 1851–1913), Frederick Freer (1849–1908), Charles Melville Dewey (1849–1937), Julien Dupré (1851–1910) en Barbizon, y Henry Bisbing (1849–1933) en los Países Bajos.
Después de regresar de Europa a principios de la década de 1890, Browne marchó a Nueva York y comenzó a exhibir su obra pictórica en el área metropolitana. Más significativamente, dada su afición por la pintura de animales, estudió con Carleton Wiggins (1848–1932), un conocido pintor de paisajes y ganado. Browne exhibió su trabajo en el  Palacio de Bellas Artes en la Exposición colombina del mundo de 1893 en Chicago, Illinois.
Trabajó en Greenwich, Connecticut, trabajando en Cos Cob, Connecticut, a fines de la década de 1890, y de manera intermitente a lo largo de su carrera; pintó en Old Lyme, Connecticut desde 1905–06 y periódicamente desde 1911–24. Wiggins pudo haberla introducido en la pensión Florence Griswold en Old Lyme. Más tarde, Browne alquiló una casa en la calle Lyme, en el centro del pueblo, que se cree que se muestra en el fondo de In the Garden (1915).

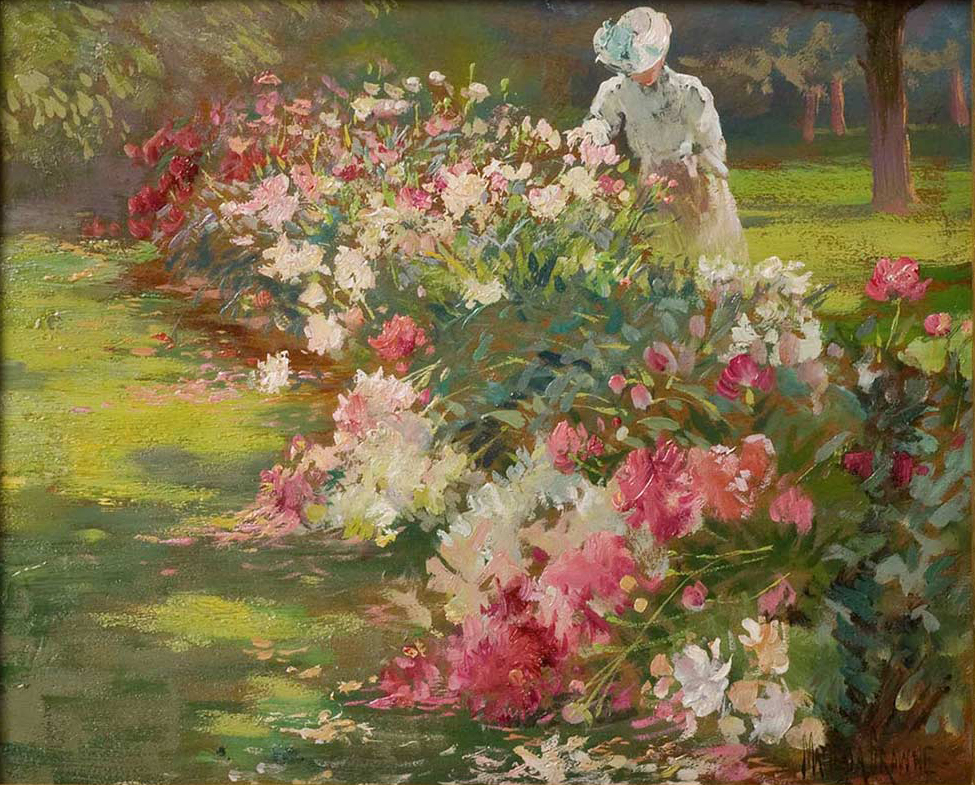
Peonies, 1907
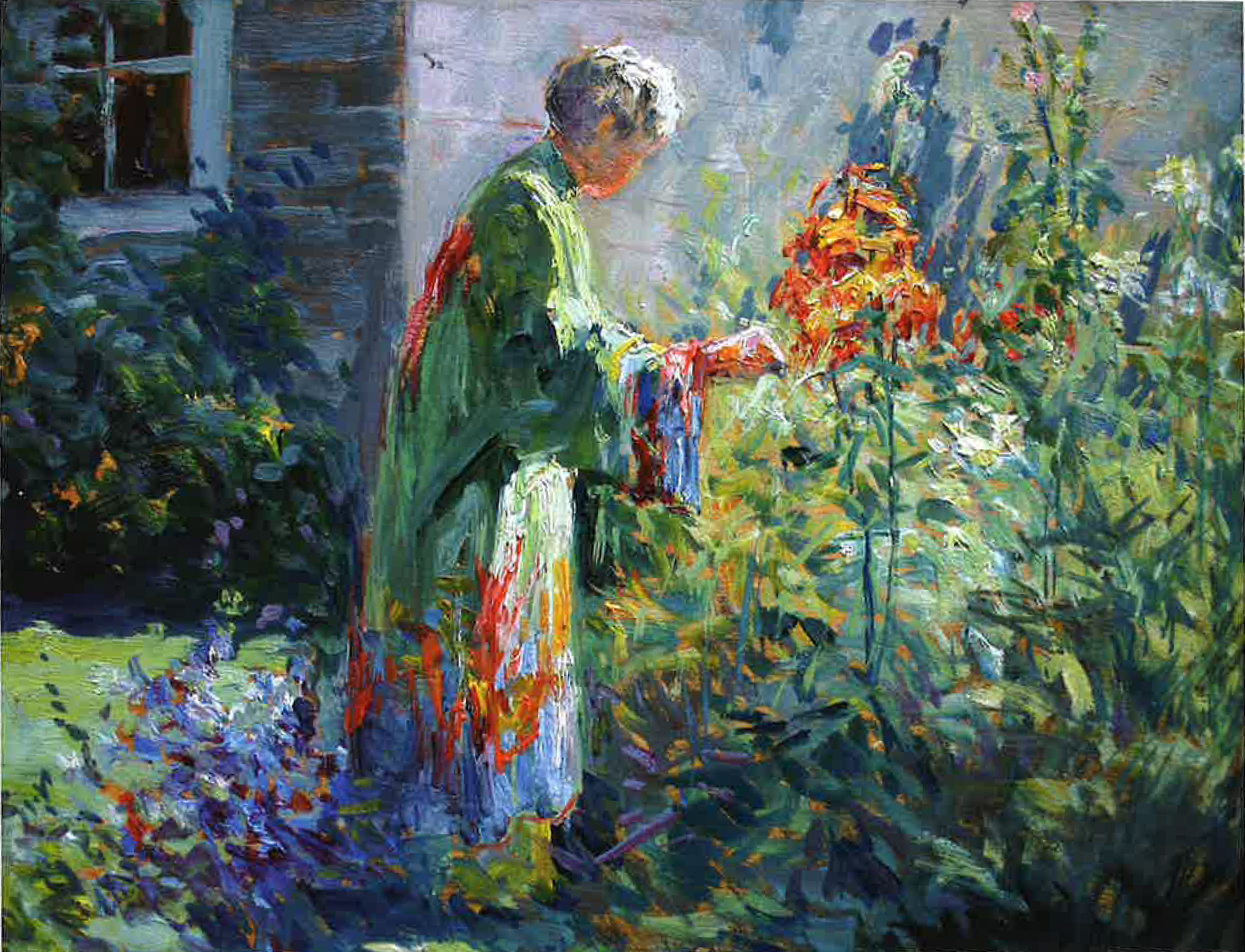
In the Garden, 1915
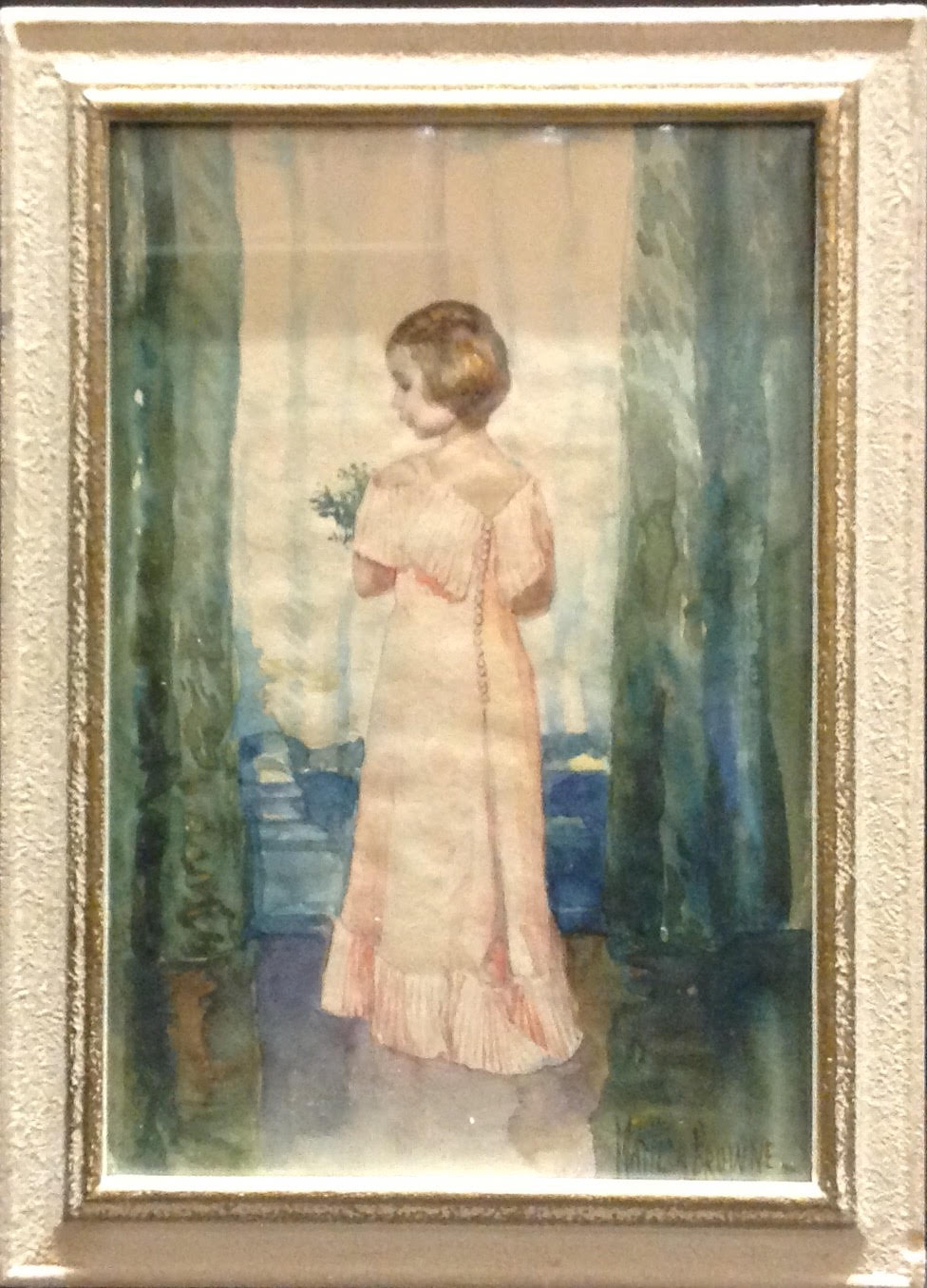
Chica joven con vestido de fiesta rosa, s.f.

En 1905, cuando visitó Old Lyme por primera vez a la edad de 36 años ya había ganado varios premios y establecido una reputación crítica. Los otros artistas de la pensión Griswold le pidieron a Matilda Browne que pintara en una puerta y ella contribuyó con un par de paneles en la puerta que daba a la habitación de Miss Florence titulada Bucolic Landscape, formando por una escena de terneros pastando debajo de un árbol. También fue la única mujer incluida en el mural de The Fox Chase sobre la colonia de arte que Henry Rankin Poore estaba pintando sobre la chimenea del comedor. Estos fueron honores extraordinarios, ya que esta colonia masculina generalmente menospreciaba a las artistas femeninas, como lo demuestra obviamente Willard Metcalf que pintó a una joven estudiante de arte sin compasión como Poor Little Bloticelli (1907).
En 1918, Matilda Browne se convirtió en la segunda esposa de Frederick Van Wyck. Ella y su esposo vivían en su casa en 142 E. 18th St, Manhattan, Nueva York. En 1932, sus ilustraciones fueron publicadas en el libro de su esposo, Recollections of an Old New Yorker.
Después de la muerte de Frederick Van Wyck el 16 de febrero de 1936, Matilda Browne regresó a Greenwich para vivir definitivamente allí. Matilda Browne murió en Greenwich, Connecticut, el 3 de noviembre de 1947 a la edad de 78 años.

## Premios
- Premio Dodge (Academia Nacional de Diseño, 1889)
- Tercer Premio Hallgarten (Academia Nacional de Diseño, 1901)
- Premio de la Academia de Bellas Artes de Connecticut (1918, 1919)
- Greenwich Art Association (premio, 1929)